# Wim Landman
Willem ("Wim") Landman (Rotterdam, 13 april 1921 – Bleiswijk, 27 juni 1975) was een Nederlandse voetballer. Als doelman was hij op het hoogste niveau actief, maar hij had, in lagere elftallen, ook een carrière als veldspeler. Tot zijn 18e jaar speelde hij als stopperspil in het hoogste jeugdelftal van Neptunus Rotterdam. 
Eerder dan Frans de Munck kreeg keeper Landman de bijnaam de Zwarte Panter. Hij werd zo genoemd om zijn zwarte haar en om zijn techniek die, ondanks dat hij aan reumatiek leed, elegant en soepel was. Landman was afkomstig van het Rotterdamse Neptunus en maakte in 1949 de overstap naar Sparta Rotterdam. Er volgden heftige krantenartikelen in vooral Rotterdamse dagbladen. In Het Rotterdamsch Nieuwsblad verscheen zelfs de rijm: Sparta in het nauw koopt Landman en Terlouw. Want behalve met Landman versterkte Sparta zich ook met de stopperspil Rinus Terlouw van DCV. In het clubblad van Neptunus (De Revue) hekelde de latere Het Vrije Volk-journalist en VARA-quizmaster Theo Eerdmans de transfer met woorden als schande en clubsport-onwaardig. Te meer omdat Landman de overstap pas maakte op 28-jarige leeftijd. In 1948 tijdens de Olympische Spelen in Londen was hij vaandeldrager van de Nederlandse équipe. Ook vier jaar later behoorde hij tot de deelnemers aan de Olympische Spelen, toen in Finland. Vanaf dat jaar (1952) kwam hij vier keer uit voor het Nederlands elftal. Nadat hij op 27 september 1953 voor een interlandwedstrijd tegen Noorwegen werd gepasseerd, beëindigde de als ijdel bekendstaande Landman abrupt zijn voetballoopbaan; hij voelde zich door de KNVB niet serieus genomen. "Ik ging niet eens meer kijken, want dan wond ik mij alleen maar op en een mens moet zich niet te veel opwinden. Dat is slecht voor de gezondheid."
In 1954 keerde Landman alweer terug op de velden. Hij kreeg een profcontract aangeboden bij een van de eerste initiatieven om in Nederland betaald voetbal te bedrijven: de Beroepsvoetbalclub Rotterdam. De club bestond niet lang en ging uiteindelijk op in Holland Sport (later: Scheveningen Holland Sport). Vanaf het seizoen 1954/55 keepte Landman voor deze club en kwam hij nog drie maal uit voor het Nederlands elftal.
Bijzonder zwakke optredens in wedstrijden van SHS tegen NAC en BVV leidden tot geruchten dat Landman zich had laten omkopen. In het geval van de wedstrijd tegen BVV op 27 mei 1956 is dat heel lang voor waarheid aangenomen, omdat de KNVB hem - nadat het aan het licht was gekomen - in 1959 anderhalf jaar schorste. Maar inmiddels blijkt omkoping niet te zijn bewezen. Op 1 januari 1961 maakte Landman zijn rentree voor SHS. Inmiddels had hij, nadat hij met zijn hand achter een hek was blijven hangen, nog maar negen vingers. Na het seizoen 1961/62 beëindigde hij zijn voetballoopbaan. In 1975 pleegde hij zelfmoord door in Bleiswijk voor een trein te springen.
Op 16 maart 1959 wordt in de Sportkroniek, het officiële orgaan van KNVB, de lijst van de geschorsten in de BVV-affaire gepubliceerd. Bij Wim Landman staat overigens dat hij ingaande 16 maart 1959 tot 1 juli 1960 wordt geschorst wegens het in in eerste instantie ingaan op een voorstel tot omkoping, het niet aan de KNVB ter kennis brengen van deze poging tot omkoping en het afleggen van een onvolledige en onjuiste verklaring in eerste instantie. Bij enkele van de in totaal elf geschorste bestuursleden van BVV wordt daarentegen gesproken over ernstige nalatigheid (in relatie tot een zwarte kas en betalingen aan amateurspelers), maar inzake de omkoopaffaire staat overal poging. De schorsingen voor de bestuursleden zijn aanmerkelijk langduriger en variëren van één tot twaalf jaar schorsing. Alle dagbladen nemen de letterlijke tekst over uit de Sportkroniek. Het dagblad De Tijd, het Nieuwsblad van het Zuiden en de weekbladen Sport en Sportwereld en de Wereldkroniek checken de publicatie bij de KNVB en stellen op 16 maart 1959 vast dat omkoping in het geval van Landman niet is bewezen.
De omkopingspoging van Wim Landman wordt in 1956 beraamd in het supporterscafé van BVV, genaamd De Kiek. Een van de drie omkopers overlijdt als de KNVB in maart 1959 met het onderzoek start. In 1961 sterft de secretaris van BVV aan de gevolgen van de affaire.